# Hemixos
A Hemixos a madarak (Aves) osztályának a verébalakúak (Passeriformes) rendjébe, ezen belül a bülbülfélék (Pycnonotidae) családjába tartozó nem.

## Rendszerezés
A nembe az alábbi 3 faj tartozik:
- Hemixos cinereus
- Hemixos flavala vagy Hypsipetes flavalus
- Hemixos castanonotus vagy Hypsipetes castanonotus